# Walter Ziegelmeier
Walter Ziegelmeier (* 3. Juni 1948) ist ein ehemaliger deutscher Fußballspieler.

## Sportlicher Werdegang
Ziegelmeier rückte 1966 aus der Jugend des ESV Ingolstadt-Ringsee in die Wettkampfmannschaft auf, die seinerzeit als Absteiger aus der Regionalliga Süd in der drittklassigen 1. Amateurliga Bayern antrat. Am Ende der Spielzeit 1967/68 stieg er mit ihr wieder in die Zweitklassigkeit auf.  Dort spielte die Mannschaft vornehmlich gegen den Abstieg, den sie als Tabellenletzte der Spielzeit 1971/72 hinnehmen musste. Als Tabellendritter der Spielzeit 1977/78 qualifizierte sich die von Karl-Heinz Schmal trainierte Mannschaft hinter dem Lokalrivalen MTV Ingolstadt, der aufgrund des Verzichts des Bayern-Meisters 1. FC Haßfurt in die 2. Bundesliga aufstieg, für die Deutsche Amateurmeisterschaft 1978. Als Mannschaftskapitän führte der Abwehrspieler Ziegelmeier den Klub ins Endspiel gegen den SV Sandhausen, wo er im Hinspiel verletzungsbedingt ausscheiden musste. Nach einer 0:2-Niederlage und einem 1:1-Remis im Rückspiel verpasste er jedoch den Titelgewinn.
1978 wurde die 1. Amateurliga in einer deutschlandweiten Ligareform mit der Einführung von Oberligen in die Bayernliga überführt, in der Auftaktsaison 1978/79 wurde Ziegelmeier mit dem ESV Meister. Damit stieg die mittlerweile von Spielertrainer Horst Pohl trainierte Mannschaft in die 2. Bundesliga auf und qualifizierte sich zudem für die Deutsche Amateurmeisterschaft 1979. Abermals gelang der Finaleinzug, an der Seite von unter anderem Werner Michalka, Michael Richthammer, Herfried Ruhs und Josef Stadler gewann er dieses Mal den Titel. Nach einem 4:1-Hinspielerfolg über den Berliner Vertreter Hertha 03 Zehlendorf nach Treffern des doppelt erfolgreichen Josef Bittl sowie von Gustav Jung und Herfried Ruhs reichte eine 0:1-Rückspielniederlage aus.
In der Zweitliga-Spielzeit 1979/80 war Ziegelmeier als Kapitän weiterhin unumstrittener Stammspieler, ehe er nach einer beim 2:0-Erfolg über die Kickers Offenbach im November 1979 erlittenen Verletzung zeitweise pausieren musste. Damit kam er auf 35 der insgesamt 42 Saisonspiele, als die Mannschaft die Klasse halten konnte. Bei der 1:3-Niederlage gegen den seinerzeitigen Rekordmeister 1. FC Nürnberg am 8. September 1979 erzielte er sein einziges Profitor. In der folgenden Spielzeit kam er erneut insbesondere aufgrund von Verletzungspausen auf 22 Saisoneinsätze. Aufgrund der Einführung der eingleisigen Bundesliga reichte ein 16. Tabellenplatz nicht zum Klassenerhalt. Bis 1982 schnürte er noch in der Bayernliga die Fußballschuhe für den ESV, nach dem Absturz in die viertklassige Landesliga Bayern am Ende der Spielzeit 1981/82 beendete er seine aktive Laufbahn.